# لويس إل. فريدمان
لويس إل. فريدمان (بالإنجليزية: Louis L. Friedman)‏ هو قاضي ومحامي وسياسي أمريكي، ولد في 29 ديسمبر 1906، وتوفي في 12 ديسمبر 1997. حزبياً، نشط في الحزب الديمقراطي. وقد انتخب عضو جمعية ولاية نيويورك وانتخب عضو مجلس ولاية نيويورك.